# Schleswig (città tedesca)
Schleswig (in danese: Slesvig, in basso tedesco Sleswig, in inglese tradizionale Sleswick) è una città sulla costa di Schlei, nella parte nord-orientale dello Schleswig-Holstein, in Germania. È il capoluogo del circondario di Schleswig-Flensburgo.

## Geografia fisica
La popolazione ammonta a 25 510 abitanti, la principale industria è quella del cuoio. La città prende il nome dallo Schlei, un'insenatura nel Mar Baltico sulla costa della quale sorge il centro abitato, e vik è la parola che significa baia nell'antico linguaggio del Vichinghi.

## Storia
Schleswig è una città molto antica. L'insediamento vichingo di Hedeby, oggi parte della città, fu menzionato per la prima volta nell'804; la città era molto potente all'interno della regione Baltica, e dominò l'area per più di 200 anni. Nel 1050, dopo una serie di distruzioni successive, la popolazione venne spostata sulla sponda opposta dello Schlei, divenendo così l'attuale città di Schleswig. Nel 1066 Hedeby fu distrutta, e Schleswig rimase parte del Regno di Danimarca.
Nel 1544, il castello di Gottorp divenne la residenza dei governatori locali. I duchi di Gottorp erano vassalli dei re di Danimarca, e governavano sulla maggior parte del territorio dell'attuale Schleswig-Holstein. Nel 1721, quando finì la Grande guerra del Nord, i duchi di Gottorp abbandonarono il potere e le loro terre caddero sotto la corona danese. Nella seconda guerra dello Schleswig del 1864, lo Schleswig fu annesso alla Prussia e divenne tedesco.

## Luoghi d'interesse
- Cattedrale di Schleswig
- Castello di Gottorf
- Insediamento vichingo di Hedeby